# Tibouchina confertiflora
Tibouchina confertiflora är en tvåhjärtbladig växtart som först beskrevs av Charles Victor Naudin, och fick sitt nu gällande namn av Célestin Alfred Cogniaux. Tibouchina confertiflora ingår i släktet Tibouchina och familjen Melastomataceae. Inga underarter finns listade i Catalogue of Life.